# Васил Гривчев
Васил Гривчев е университетски професор, юрист и политик от Югославия.

## Биография
Роден е на 4 март 1922 година в град Александрия, Египет. Завършва средно икономическо училище в Скопие, а след това се записва в Юридическия факултет на Скопския университет. През 1940 година започва работа като счетоводител в „Треска“, А.Д. Скопие. След това работи в местната фабрика за килими. Отделни периоди от време е бил в Контролната комисия на Социалистическа република Македония, в Генералната дирекция за неметали, въглища и строителство на СРМ, заместник-председател на Народния комитет на Скопска околия, съветник при правителството на СРМ, член на Изпълнителния съвет на СРМ от 1963 до 1967, съюзен секретар в Съюзния секретариат за външна търговия в периода 18 май 1967 – 18 май 1969, председател на Комитета на Събранието на СФРЮ, съдия в Конституционния съд на Югославия и други. От 1950 е доцент, а от 1971 е редовен професор по финанси и финансово право на СФРЮ. Носител е на награда 11 октомври на СРМ.

## Трудове
- Наука за финансиите-осигурување кредит и банки, трета книга, (скрипта), Скопје, 1961 год.
- Наука за финансиите-јавни расходи и јавни приходи, втора книга, (скрипта), Скопје, 1961 год.
- Наука за финансиите-увод и општ дел, прва книга, (скрипта), Скопје, 1961.
- Одбрани текстови од областа на финансиите, Скопје, 1962 год.
- Систем на државните и општите приходи на ФНРЈ, (скрипта), Тетово,
- Зборник на основни нормативни акти на финансовото право на СФРЈ, Скопје, 1966 год.
- Коментар на законите од областа на парите, банките и девизното работење, коавтор, Белград, 1979 год.
- Финансово право на СФРЈ, општи дел, Скопје, 1972, 1984 год.
- Финансово право СФРЈ, посебни део, Београд, 1977, 1979 год.
- Финансије и финансијско право СФРЈ, први део, Београд, 1977 год.
- Сполно трговинско право СФРЈ, Скопље, 1986 год.
- Буџетските права на општината во Југославија, монографија, Скопје, 1964 год.
- Буџети општина и срезова, СКГЈ, монографија, Београд, 1959.
- Инфлација у СФРЈ, монографија, Београд, 1975.
- Средства на здружениот труд, мохографија, Скопје, 1975.
- Основе новог девизног и вaнјско трговинског системa СФРЈ, моногрaфијa, Зaгреб, 1977.
- Интернa бaнкa у СФРЈ, моногрaфијa, Беогрaд, 1978.
- Девизни и спољни трговински систем СФРЈ, моногрaфијa, Љубљaнa, (објавен и на англиски, руски, шпански, германски, француски, јaзик).
- Курс југословенског динaрa, моногрaфијa, Нови Сaд, Дневник, 1986, 139 стр.